# Turismo (automobilismo)
Con il termine turismo si identifica una categoria di autoveicoli derivati da quelli prodotti in grande serie e disponibili al pubblico, che gareggiano in varie competizioni automobilistiche.
La Federazione Internazionale dell'Automobile le definisce così nell'Allegato J del 1961 al Codice Sportivo Internazionale:
(fonte:www.fia.com)

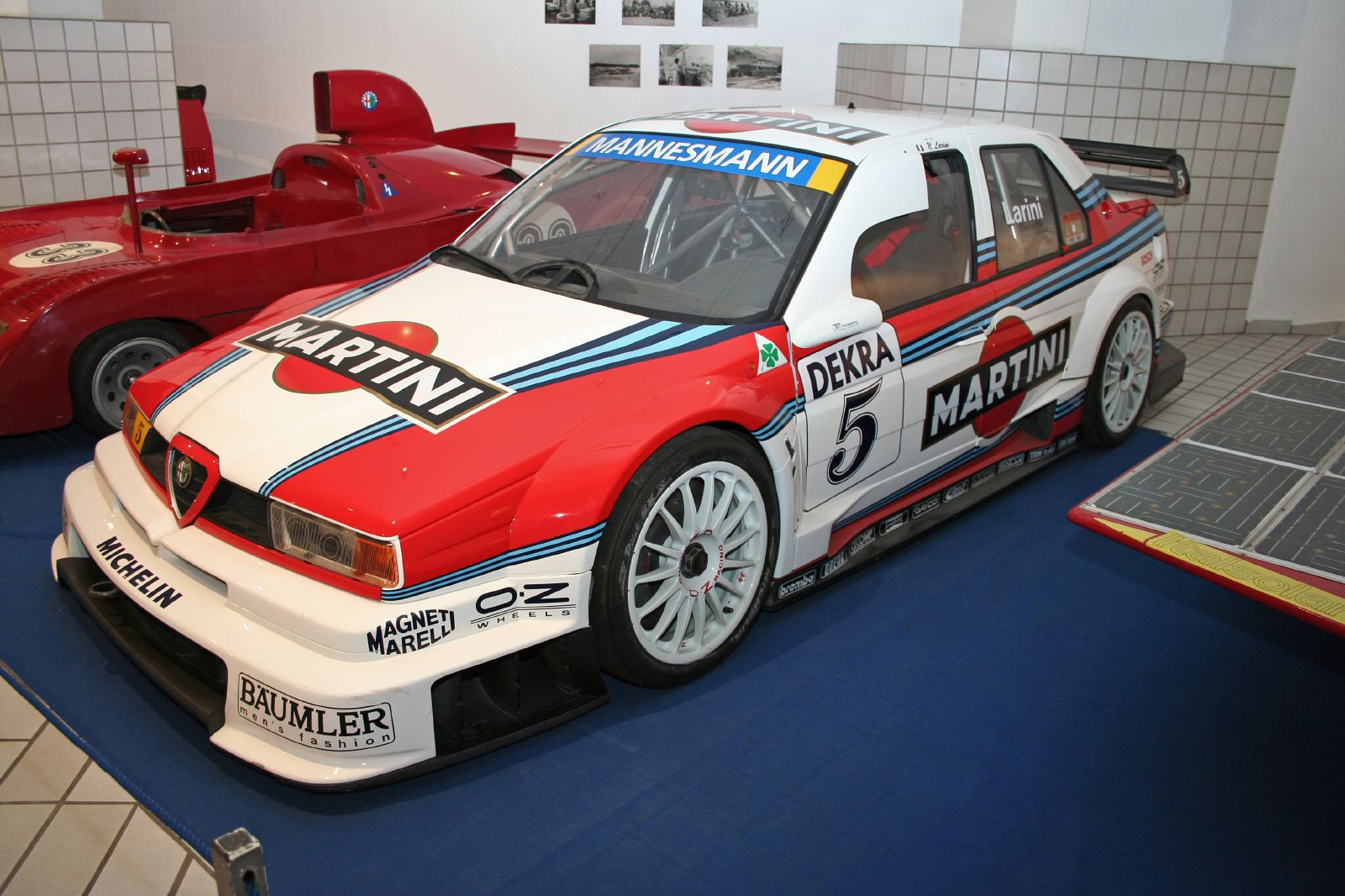
L'Alfa 155 DTM di Nicola Larini

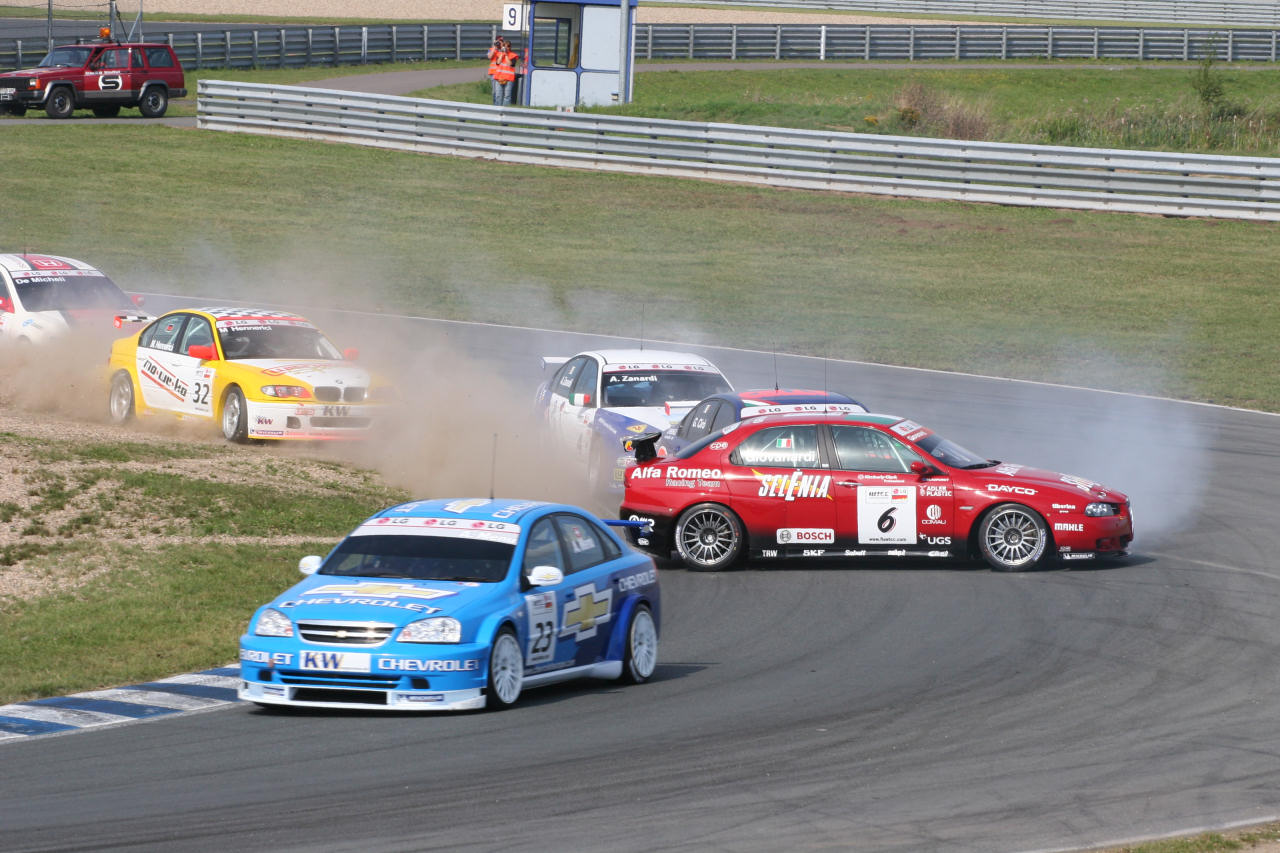
Collisione tra Fabrizio Giovanardi (n°6) e Giuseppe Cirò (nascosto) durante la prima manche della gara WTCC a Oschersleben il 28/08/2005

In molte nazioni si tengono competizioni riservate a questo tipo di automobili e tra le più conosciute serie per vetture turismo vi sono il WTCR, cioè il Campionato Mondiale gestito dalla FIA, e numerosi campionati nazionali, ad esempio:
- il DTM e il DRM e, in passato, l'STW in Germania,
- il JTCC in Giappone,
- il Campionato Supercars in Australia,
- il BTCC nel Regno Unito,
- il SuperTurismo in Italia,
- il SuperTourisme in Francia,
- il DTCC in Danimarca
- l'STCC in Svezia
- il Turismo Carretera in Argentina (detto anche TC 2000 o Turismo Competición 2000).

A questa categoria appartengono molti veicoli informalmente classificati come stock car o GT; tuttavia, il loro regolamento tecnico è cambiato nel corso degli anni, seguendo principalmente le varie norme tecniche emanate dalla FIA: Gruppo 1 o Gruppo 2 negli anni sessanta e settanta, poi Gruppo N e Gruppo A (rispettivamente) negli anni ottanta e all'inizio degli anni novanta.
In seguito, a partire dal 1993, il Gruppo A è stato sostituito dapprima dai regolamenti FIA di Classe 1, per vetture con cilindrata massima di 2,5 litri e una somiglianza solo esteriore con le loro controparti di serie (detto anche D1 e adottato in Germania per il Deutsche Tourenwagen Meisters), e Classe 2 (detto anche D2 o Superturismo e adottato nei campionati turismo nel resto d'Europa), riservato a berline con motore 2 litri e una libertà di elaborazione (e conseguenti costi) nettamente inferiore, a loro volta sostituiti dal regolamento tecnico Super2000, che attualmente è quello su cui poggia il WTCC.
Ciò non toglie che alcuni campionati nazionali adottino o abbiano adottato regolamenti tecnici specifici, come hanno fatto negli anni il DTM, il V8 Supercar e il V8 Superstars.